# Nieves Quintana
Nieves Quintana Pérez (San Vicente de Arana, 8 de marzo de 1965) es una agricultora alavesa, presidenta del Concejo de Otazu y una de las tres primeras mujeres en formar parte de la ejecutiva de UAGA, sindicato agroganadero de Álava.

## Biografía
Nieves Quintana Pérez nació en San Vicente de Arana en 1965 en una familia agricultora y ganadera. Realizó Estudios Primarios en el colegio de Santa Cruz de Campezo y posteriormente se ha formado en competencias necesarias para realizar su trabajo: informática, contabilidad, gestión adaptada a la agricultura y muchos más aprendizajes basados en la experiencia vivida. De joven que no quería continuar con el trabajo familiar en la agricultura y la ganadería, pero la vida le llevó a ser la titular de una explotación agrícola en Otazu desde septiembre de 1992.

### Trayectoria profesional
Quintana es la persona titular de su explotación agraria. Darse de alta en la seguridad social agraria le costó 3 años y juicios, hasta que lo consiguió en 1996. Le contestaban en la Seguridad Social que "con el dinero que ganaba su marido era suficiente para mantener la unidad familiar". Gracias a las reivindicaciones de mujeres agrarias y al trabajo sindical realizado se actualizó la normativa. Cuando los hombres solicitaban cotizar a la seguridad social, era un mero trámite. A ella, vivir este proceso "le hizo ser más fuerte para afrontar lo que estaba por llegar, por ser joven y mujer en un mundo tradicional y machista".

### Trayectoria asociativa
Desde 1992 está afiliada al sindicato UAGA, Unión Agroganadera de Álava, y es socia de la cooperativa AGA S. Coop. Del año 1999 al año 2000 fue tesorera de Gure Soroa, asociación de mujeres agrarias alavesas. Fue representante de Europa en la Conferencia Internacional sobre Reforma Agraria y Desarrollo Rural de la FAO en Porto Alegre, Brasil (2006).
Fue una de las tres primeras mujeres en la ejecutiva del sindicato agrario UAGA, de 2007 a 2011 junto con Yolanda Urarte y Eva Lopez de Arroyabe. Consejera en el Consejo Rector de la Federación de Cooperativas Agroalimentarias de Euskadi de 2011-2015, siendo la única mujer en el Consejo. Y una de las pocas personas que, tras estar una legislatura, considera que es saludable que llegue savia nueva. La tendencia es perpetuarse en los cargos sin que haya renovación.
En 2017 fue elegida Presidenta de la Junta Administrativa de Otazu. Ha sido vocal varias legislaturas. 1997-2001 y 2005-2009. Desde 2017 fue vocal de la Asociación de Concejos de Vitoria (ACOVI). Y desde junio de 2019, presidenta de ACOVI.

Es socia de Gure Soroa, Asociación de mujeres agrarias de Álava, en la que ha formado parte de su Junta directiva en varias ocasiones para reivindicar el papel de las mujeres en el sector agrario.
Sin mujeres, el mundo rural no existiría, Es hora de visibilizar a las mujeres rurales y de abogar por una igualdad efectiva.